# Clua

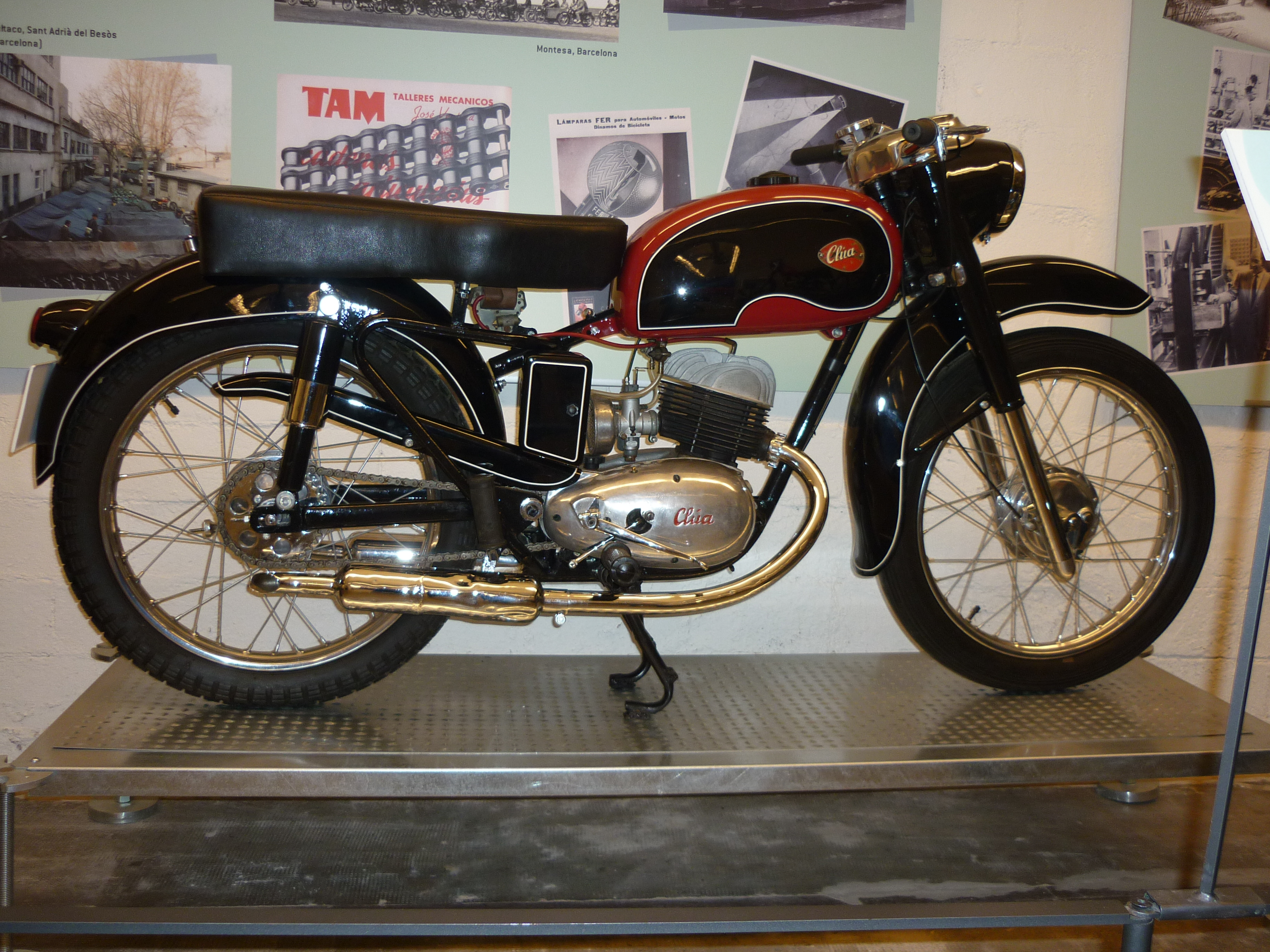
Clua Sport 125 uit 1955

Clua is een historisch merk van motorfietsen.
De bedrijfsnaam was Construcciones Meccanicas Clua, Barcelona.
Dit was een Spaans merk dat met het Italiaanse merk Alpino verbonden was en dus ook Alpino-blokken van 74 tot 173 cc inbouwde. De productie liep van 1952 tot 1964.